# Martín de León Cárdenas
Martín de León y Cárdenas (Archidona, 1584 – Palermo, 15 novembre 1655) è stato un arcivescovo cattolico spagnolo.

## Biografia
Nacque ad Archidona, in Spagna, nel 1584. Fu un uomo colto e raffinato, visitò l'America e visse per lungo tempo a Roma. Fu nominato vescovo di Trivento il 13 maggio 1630 e consacrato il 20 maggio dello stesso anno.
Divenne vescovo di Pozzuoli il 7 aprile 1631, dove promosse molte opere pubbliche, tra cui la trasformazione barocca del duomo nella quale coinvolse i più noti artisti del tempo grazie all'aiuto di un suo intimo amico, il viceré di Napoli Manuel de Acevedo y Zúñiga, la realizzazione della caserma ospitante la guarnigione spagnola residente nella città e delle scogliere frangiflutti, e la ristrutturazione dell'acquedotto campano.
Si adoperò inoltre ad elargire esenzioni fiscali, a bonificare i terreni agricoli non più coltivabili e a garantire benefici alle classi più bisognose, e ciò spinse i puteolani a non partecipare alla rivolta antispagnola del 7 luglio 1647, guidata da Masaniello. Per questo il 24 luglio 1648 il re Filippo IV di Spagna insignì la città di Pozzuoli del titolo di Città fedelissima.
Il 27 agosto 1650 fu nominato arcivescovo di Palermo e l'anno seguente presidente del regno di Sicilia.Fece la visita pastorale nel 1652 e quello stesso anno convocò il sinodo diocesano, che si tenne nei mesi di giugno e luglio di quell'anno, e le costituzioni sinodali furono stampate a Palermo nel 1653. Morì a Palermo il 15 novembre 1655 prima di poter essere nominato cardinale.

## Santo Mamozio

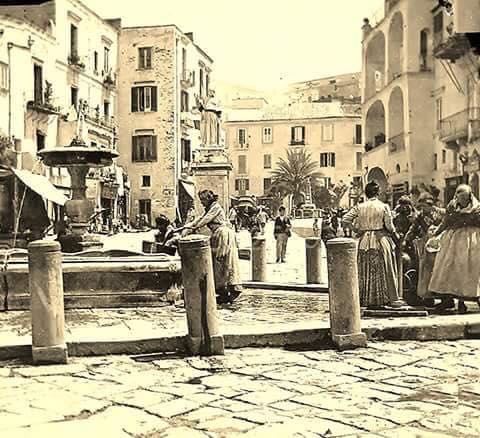
La piazza in una foto d'epoca con la statua del de Leon

Dopo il suo trasferimento a Palermo, i puteolani fecero erigere nell'attuale piazza della repubblica una statua raffigurante il vescovo, progettata da Giuliano Finelli, in ricordo di quello che aveva fatto per loro. Sul basamento della statua fu incisa questa scritta:
(testo sul basamento)
Dal 1918 a questa statua, dopo il trasferimento della statua di Lolliano Mavorzio che era collocata nei suoi pressi, fu trasferito il titolo di Santo Mamozio, proprio fino a quel momento della statua del console.

## Genealogia episcopale
La genealogia episcopale è:
- Cardinale Guillaume d'Estouteville, O.S.B.Clun.
- Papa Sisto IV
- Papa Giulio II
- Cardinale Raffaele Sansone Riario
- Papa Leone X
- Papa Paolo III
- Cardinale Francesco Pisani
- Cardinale Alfonso Gesualdo di Conza
- Papa Clemente VIII
- Cardinale Pietro Aldobrandini
- Cardinale Laudivio Zacchia
- Arcivescovo Martín de León Cárdenas